# Jean Audiffren
Pour les articles homonymes, voir Audiffren.
Jean Audiffren est un compositeur français né à Barjols le 24 septembre 1680.

## Biographie
Il entre vraisemblablement comme enfant de chœur à la cathédrale La Major de Marseille en 1692.
En 1702, il est admis comme sous-maître de musique à la cathédrale de Marseille. En 1705, il est nommé comme maître de musique.
À partir de 1727, il remplace Laurent Belissen qui retourne à St-Victor.
Il conduit la maîtrise de la cathédrale de Marseille jusqu'en 1758.
Il disparaît le 8 août 1762.

## Discographie
- Magnificat (re-création) / CD "Les Maîtres Baroque de Provence" vol. II par l'ensemble baroque Les Festes d'Orphée  - 1999 - Parnassie éditions
- Messe de Morts (re-création) / CD "Les Maîtres Baroque de Provence" vol. IV par l'ensemble baroque Les Festes d'Orphée  - 2012 - Parnassie éditions